# High five

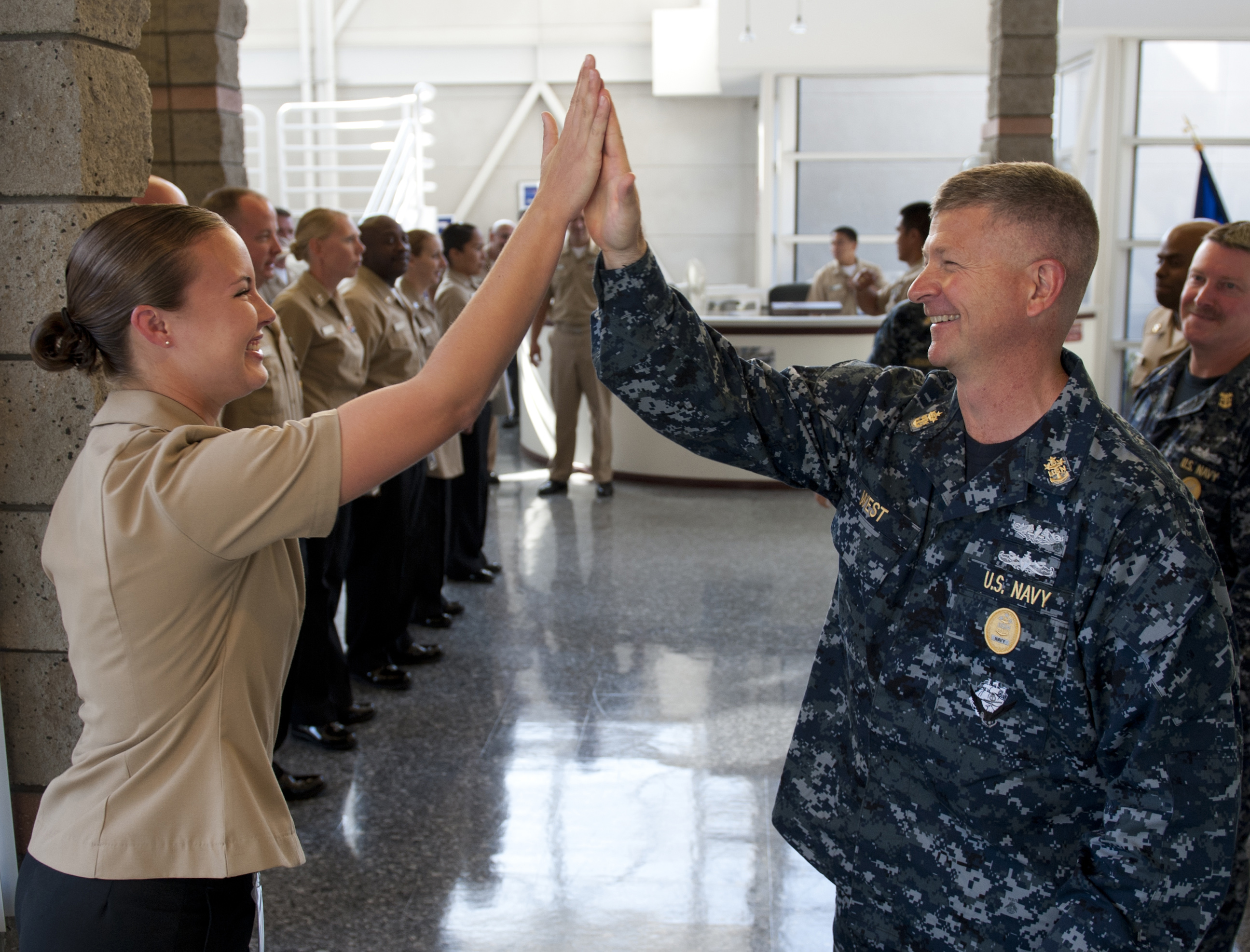
High five zwischen zwei US-Navy-Soldaten

High five ist eine Geste, bei der zwei Personen jeweils eine Hand heben, um sie in die erhobene Hand des Gegenübers zu schlagen. Sie dient normalerweise dem Ausdruck gemeinsamer Zufriedenheit über einen Erfolg oder dazu, jemandem zu gratulieren. Es ist ein einmalig zusammen ausgeführter Applaus zweier Personen.
„High“ bedeutet dabei die in die Luft erhobenen Arme, und die Finger jeder Hand bilden die „five“. Die Initiative zu dieser Geste geht typischerweise vom Gratulierenden aus.
Verschiedene Abwandlungen können dem normalen High five eine besondere Note geben. Zum Beispiel schwingen bei der „Windmill“ oder „Flipside“ beide Beteiligten ihre Hände, nachdem sie sich oben begegnet sind, wieder nach unten, bis sie unten wieder aufeinandertreffen. Diese Variante wird in dem Film Top Gun wiederholt gezeigt.  Auch gibt es Techniken, mit denen mehr als zwei Teilnehmer einen gemeinsamen High five ausführen können.
Der High five, wenn auch noch nicht so bezeichnet, war schon 1955 bei Sergeant Bilko in der Folge The Eating Contest der Phil Silvers Show zu sehen. Es wird allgemein angenommen, dass der High five aus der älteren Geste des Gimme five! hervorgegangen ist, bei der der Empfangende die Fläche seiner Hand vor sich aufhielt, und der Gebende die seine mit lautem Klatschen daraufschlug. Die Bezeichnung „High five“ und die Popularität der Geste werden dem Basketballspieler Derek Smith und den Louisville Cardinals zugeschrieben, einer Basketballmannschaft aus Louisville (Kentucky).
Für high five gibt es ein Emoji, das aus zwei gegeneinander gelegten Händen besteht.